# Bernard Dacorogna
Bernard Dacorogna (Alessandria d'Egitto, 15 ottobre 1953) è un matematico svizzero.

## Biografia
Ha conseguito la laurea in matematica presso l'Università di Ginevra e il dottorato di ricerca nel 1980 presso l'Università Heriot-Watt di Edimburgo sotto la supervisione di John M. Ball. È Professore presso l'EPFL (École polytechnique fédérale de Lausanne). Si occupa di calcolo delle variazioni e di equazioni alle derivate parziali e ha scritto diversi articoli e libri.